# Culture de l'Éthiopie
 (juillet 2024).
La culture de l'Éthiopie, pays enclavé de la Corne de l'Afrique, désigne d'abord les pratiques culturelles observables de ses 103 000 000 d'habitants (estimation 2018).
La culture éthiopienne désigne l'ensemble des cultures des divers peuples d'Éthiopie.

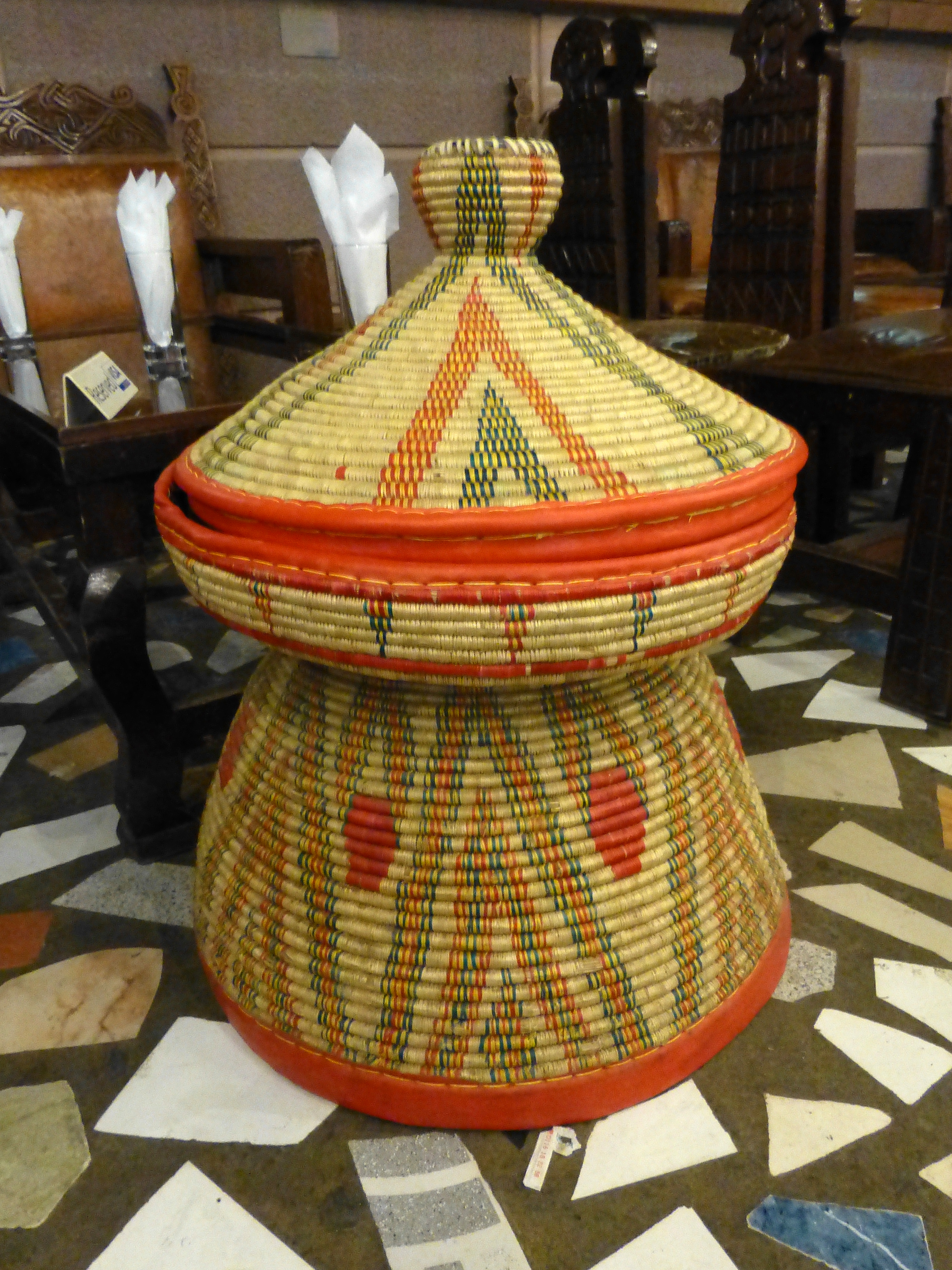
Addis-Abeba : table basse.

Parmi de nombreuses coutumes traditionnelles, le respect est particulièrement important, notamment à l'égard des anciens. Dans la culture éthiopienne, la coutume veut que l'on se lève de son siège ou que l'on cède son lit pour un ami ou un membre de la famille plus âgé, même s'il n'a qu'un an de plus.

## Langues et peuples

### Langues
- Langues en Éthiopie, Langues d'Éthiopie
  - Guèze, Amharique

Outre l'amharique, langue de travail de l'État, parlée par 29 % de la population, près de 100 autres langues sont parlées dans le pays ; parmi les plus répandues, on compte l'afaan oromo, le somali, le tigrinya et l'afar.

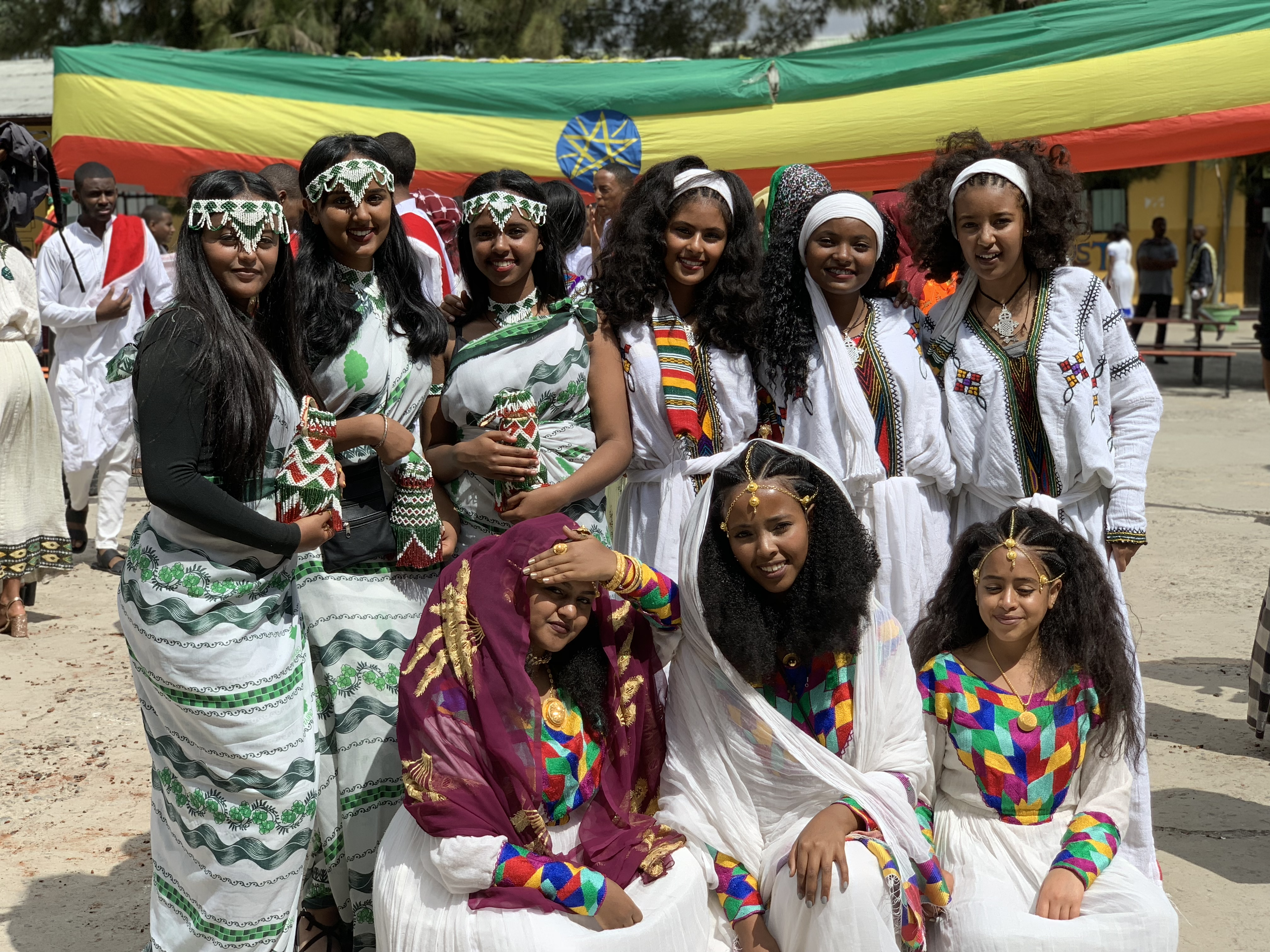
Diversité ethnique.

### Peuples
- Peuples d'Éthiopie, Groupes ethniques en Éthiopie
- Diaspora éthiopienne[1],[2]
- Migrants forcés éthiopiens et érythréens en Égypte et au Soudan

## Traditions

### Religion(s)

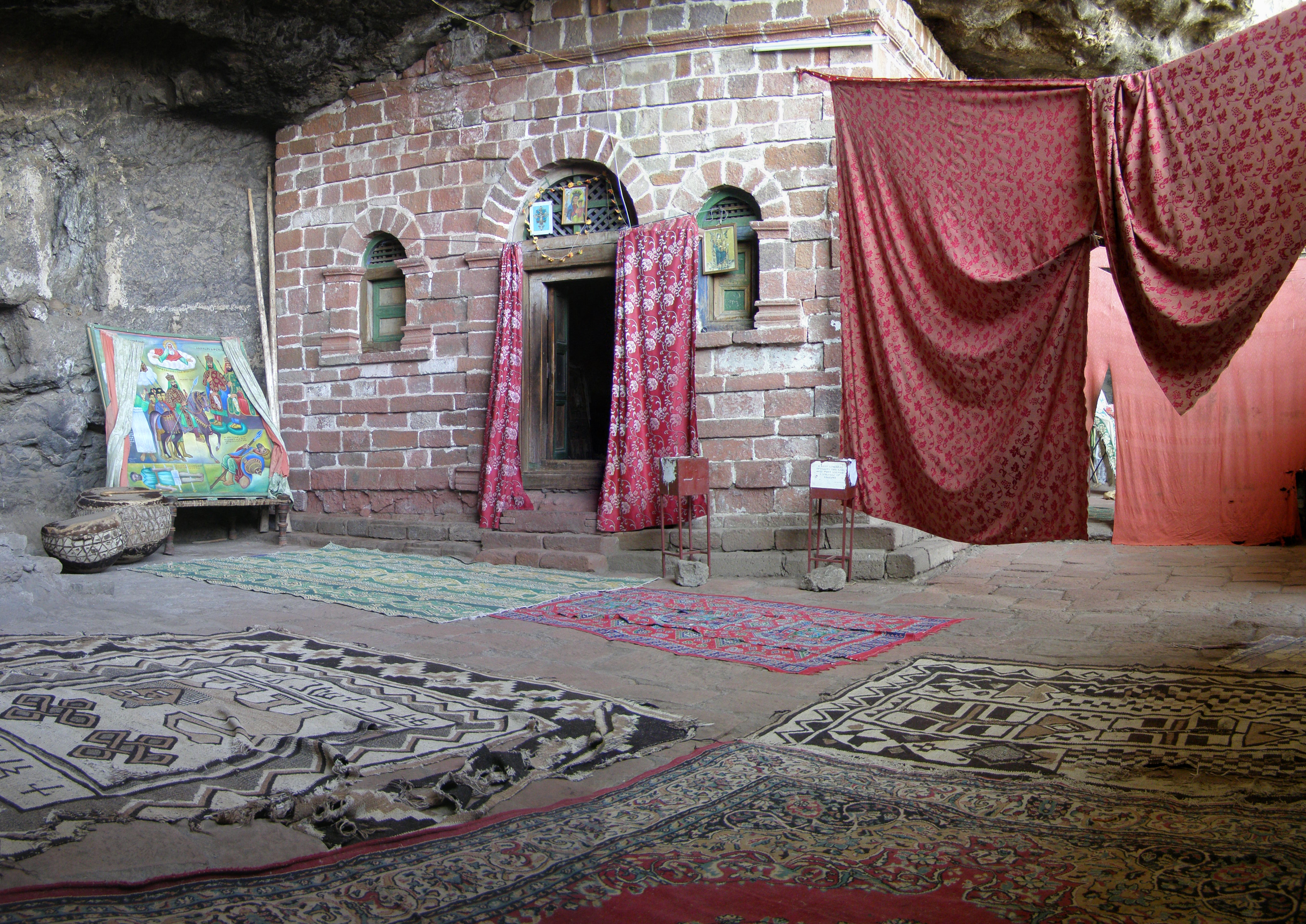
Petite église rupestre proche de Lalibela

- Religion en Éthiopie, Catégorie:Religion en Éthiopie
- Christianisme en Éthiopie (60-65 %)
  - Église orthodoxe éthiopienne (43 %), Église Sainte-Marie-de-Sion, Mesqel
    - Stéphanites, mouvement eustathéen, Église éthiopienne orthodoxe en exil

  - Protestantisme en Éthiopie (en) (18 %), P'ent'ay (Pente, pentecôtisme)
  - Église catholique éthiopienne (0,7 %), Église catholique en Éthiopie (en)
- Islam en Éthiopie (33,9 %)
- Spiritualités minoritaires
  - Juifs éthiopiens (Falashas, Beta Israël)
  - Foi Baha'ie en Éthiopie (en)
  - Hindouisme en Éthiopie
- Religions traditionnelles africaines (3-5 %)
  - Waaq (en)
  - Buda (folklore) (en)
  - Zār
- Mouvement rastafari

Un grand nombre de religions sont traditionnellement pratiquées en Éthiopie, les plus répandues étant aujourd'hui le christianisme qui est la religion majoritaire de plus de 61 % de la population, l'Islam pratiqué par un tiers de la population et l'animisme ainsi que différentes religions tribales.

### Symboles
.

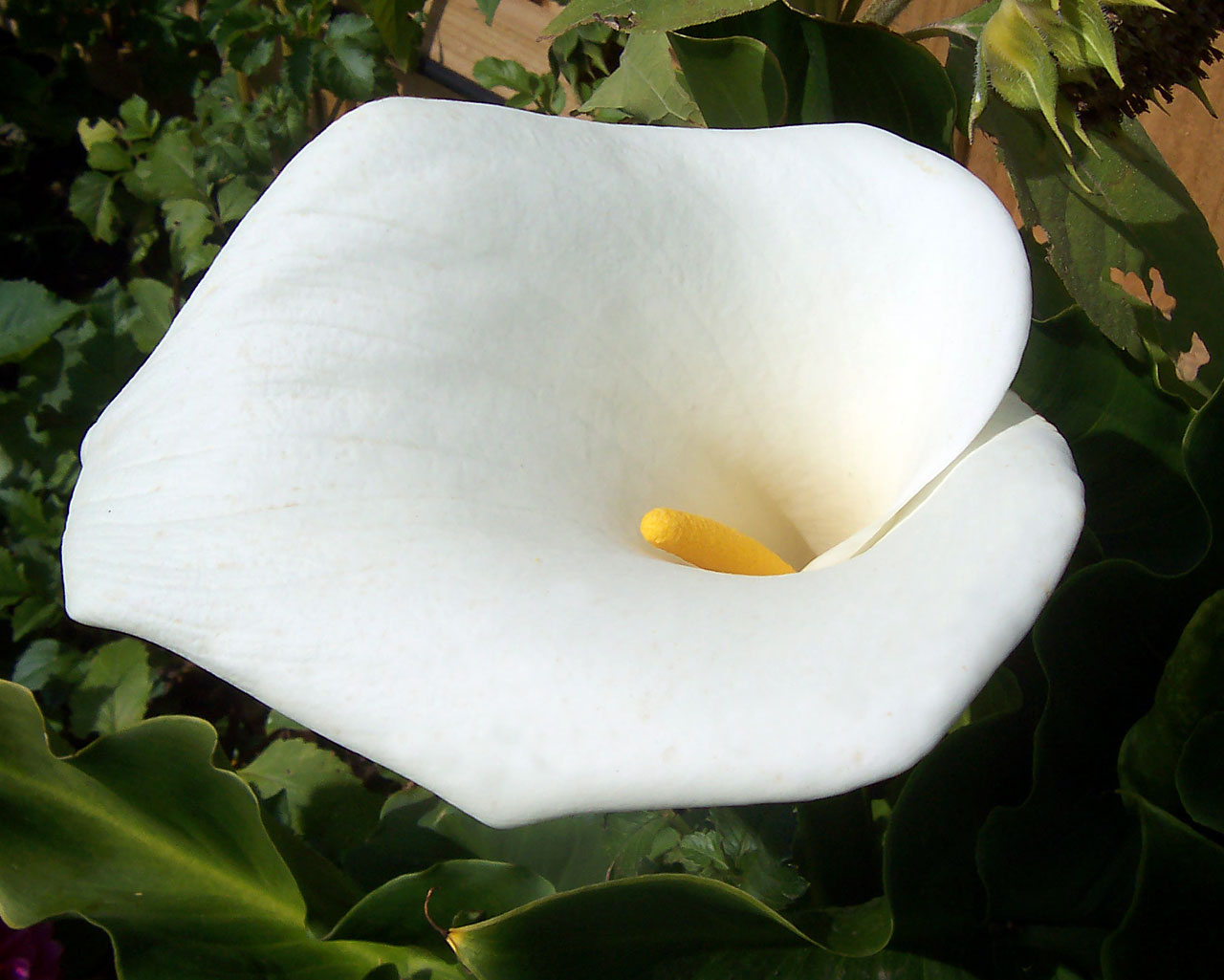
Zantedeschia, Calla Lily (Zantedeschia aethiopica), fleur nationale de l'Éthiopie.

L'actuel drapeau de l'Éthiopie a été adopté en 1996, comme les armoiries de l'Éthiopie.
L'hymne national éthiopien adopté depuis 1992 s'intitule Wedefit Gesgeshi Woude Enat Ityopya qui peut se traduire par Marche vers l'avant, chère Mère Éthiopie. L'hymne précédent (1925-1974) était Ityopya hoy dess yibelish.
L'emblème végétal est le Zantedeschia (Zantedeschia aethiopica).
L'emblème animal est le lion (Panthera leo), et le lion de Juda.
Le saint patron est Frumentius, et Georges de Lydda (Saint-Georges) le patron céleste de l’Éthiopie.

### Folklore et mythologie
- Généralités : Catégorie:Mythologie par culture, Catégorie:Folklore par pays, Catégorie:Légende par pays

### Fêtes
- Calendrier éthiopien : 12 mois de 30 jours, le reliquat formant un treizième mois festif.
- Horaire éthiopien : Le décompte des heures se fait à partir de 6 heures du matin. Midi est à 6 heures. Quand il est 15 heures en heure solaire, il est 9 heures pour les Éthiopiens.
- Calendrier Borana (oromo)
- Jours fériés en Éthiopie (en)

| Date           | Nom français                                            | Nom local                           | Remarque                                          |
| -------------- | ------------------------------------------------------- | ----------------------------------- | ------------------------------------------------- |
| 6 ou 7 janvier | Noël orthodoxe                                          | Gänna/Ledät (ገናልደት)                 | Naissance de Jésus-Christ                         |
| 10 janvier     | Fête du Sacrifice                                       | 'Id al-Adha                         | Variable. La date était pour l'année 2006         |
| 19 janvier     | Fête de l'Épiphanie                                     | Temqät (ጥምቀት)                       |                                                   |
| 2 mars         | Commémoration de la victoire d'Adoua                    | Ye'adowa Bä'al ou Adwa del (ዓድዋ ድል) | Victoire de Ménélik II contre les Italiens (1896) |
| 11 avril       | Naissance du prophète Mahomet                           | Mäwlid an-Nabi                      | Variable. La date était pour l'année 2006         |
| 21 avril       | Vendredi saint orthodoxe                                | Siqlet (Crucifixion)                | Variable. La date était pour l'année 2006         |
| 23 avril       | Pâques orthodoxe                                        | Fasika (ፋሲካ)                        | Variable. La date était pour l'année 2006         |
| 24 avril       | Lundi de Pâques                                         |                                     | Variable. La date était pour l'année 2006         |
| 1er mai        | Fête du Travail                                         |                                     |                                                   |
| 5 mai          | Jour de la Libération/Victoire des Patriotes éthiopiens | Omédla del (ኦሜድላ ድል)                | Retour d'Haïlé Sélassié Ier à Addis-Abeba (1941)  |
| 28 mai         | Fête nationale                                          |                                     | Chute du régime Derg                              |
| 18 août        |                                                         | Buhe                                | Transfiguration de Jésus-Christ                   |
| 11 septembre   | Nouvel an éthiopien                                     | Enqutatash (እንቁጣጣሽ)                 |                                                   |
| 27 septembre   | Meskel : fête de la vraie Croix                         | Mäsqäl (መስቀል)                       |                                                   |
| 24 octobre     | Fin du mois du Ramadan                                  | 'Id al-Fitr                         | Variable. La date était pour l'année 2006         |

## Famille

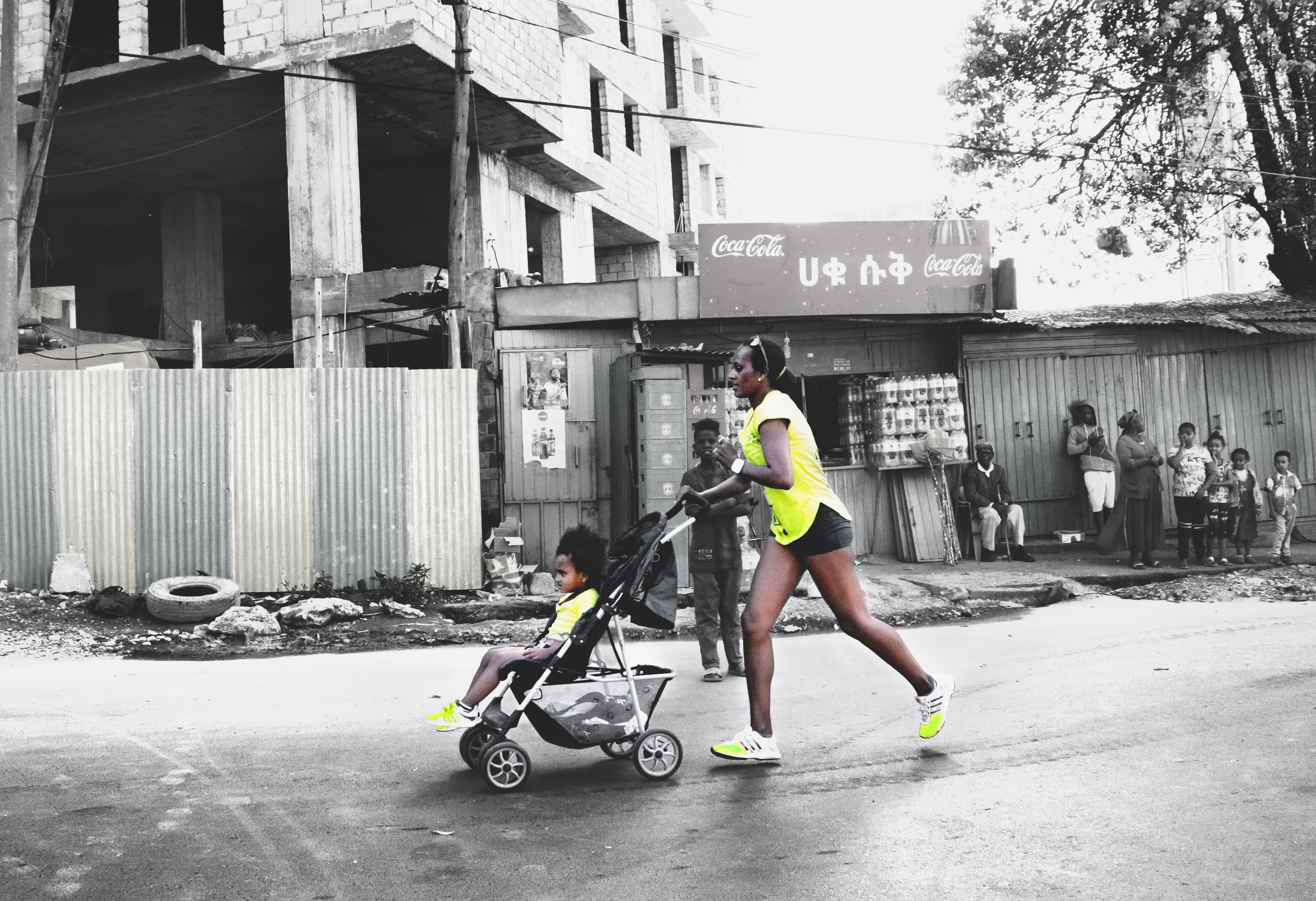
Jeune femme déterminée participant à une course avec sa poussette.

- Jeunesse en Éthiopie
- Violence familiale en Éthiopie
- Condition des femmes en Éthiopie
- Vente d'épouse
- Polygamie en Éthiopie (en)

### Noms
- Nom personnel, Nom de famille, Prénom, Postnom, Changement de nom, Anthroponymie
- Prénom éthiopiens
- Dénomination en Éthiopie et en Érythrée (en)

### Mariage
- Genre en Éthiopie
- Droits LGBT en Éthiopie
- Pratiques matrimoniales (tribales) en Éthiopie (en)

### Décès
- Vieillesse en Éthiopie
- Mort en Éthiopie
- Funérailles en Éthiopie

## Société
- Diaspora éthiopienne
- Immigrants en Éthiopie
- Expatriés en Éthiopie
- Éthiopiens par origine ethnique ou nationale
- Listes d'Éthiopiens
- Liste d'Éthiopiens
- Gadaa, stratification oromo
- Système Gada (fr)

### Étiquette
Le respect et la politesse sont des valeurs essentielles dans ce pays, de même que l'importance attribuée à l'hospitalité. Les formules de politesse varient selon l'âge et le sexe de l'interlocuteur. L'usage du titre, lorsque l'on s'adresse à une personne, est préférable : ato pour monsieur ; woyzäro pour madame ; hakim pour un docteur, etc..
- Horaire éthiopien

### Divers
- Société éthiopienne
- Richesse en Éthiopie
  - Millionnaires, milliardaires, philanthropistes
  - Pauvreté
  - ONG
- Gadaa, stratification sociale chez les Oromos

### Droit
- Criminalité en Éthiopie[6]
- Violence en Éthiopie
- Corruption en Éthiopie[7]
- Racisme en Éthiopie (en)
- Droits de l'homme en Éthiopie
- Trafic d'êtres humains en Éthiopie (en)
- Prostitution en Éthiopie (en)
- Situation 2016 sur le site d'Amnesty International

### Stéréotypes
- Glossaire de l'Éthiopie

### Éducation

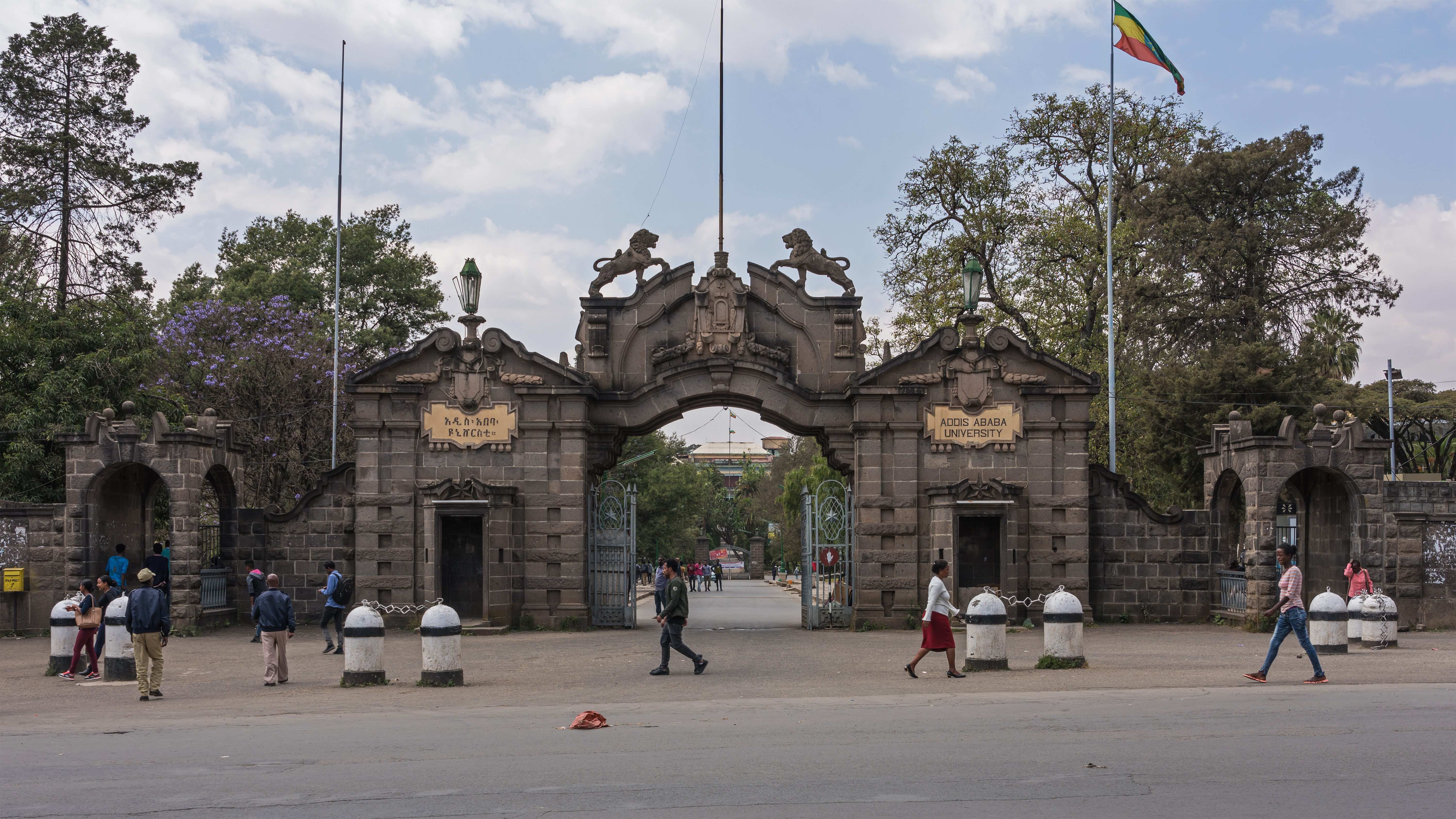
Université d'Addis Abeba.

- Éducation en Éthiopie, Éducation en Éthiopie (rubriques)
- Alliance Éthio-française[8], Lycée franco-éthiopien Guébré-Mariam, Alliance française de Dire Dawa[9]
- Universités : Université d'Addis-Abeba, Université de Baher Dar, Université de Jimma, Université de Mekele
- Science en Éthiopie (rubriques)
- Classement international de l'Éthiopie (en), Liste des pays par taux d'alphabétisation, Liste des pays par IDH

Le système éducatif en Éthiopie a été historiquement dominé par l’Église éthiopienne orthodoxe pendant plusieurs siècles, jusqu’en 1900 où un système d’éducation laïc est adopté. Cependant jusqu’à la révolution de 1974, les membres de l’aristocratie essentiellement chrétienne et d’origine amhara, y occupaient toujours alors une position privilégiée. Les langues autres que l’amharique y étaient absentes, l’enseignement de l’afaan oromo par exemple n’était pas pratiqué.
Le système d’éducation comprend aujourd’hui un processus de régionalisation accrue avec une part importante du budget allouée à l’éducation. Le cursus scolaire en Éthiopie est composé en général de six années d’école primaire, quatre années de cursus secondaire et deux années de cursus secondaire supérieur.

### État
- Histoire de l'Éthiopie,
- Politique en Éthiopie
- Monarchies éthiopiennes (en)
- Présidents éthiopiens
- Déplacements contraints de population en Éthiopie
- Crise alimentaire de 2011 dans la Corne de l'Afrique
- Massacres en Éthiopie
  - Massacre de Graziani (1937)
  - Yekatit 12 (1937)
  - Massacre of the Sixty (en) (1974)
  - 2005 Ethiopian police massacres (en)
- List of conflicts in Ethiopia (en)
- List of wars involving Ethiopia (en)

## Arts de la table

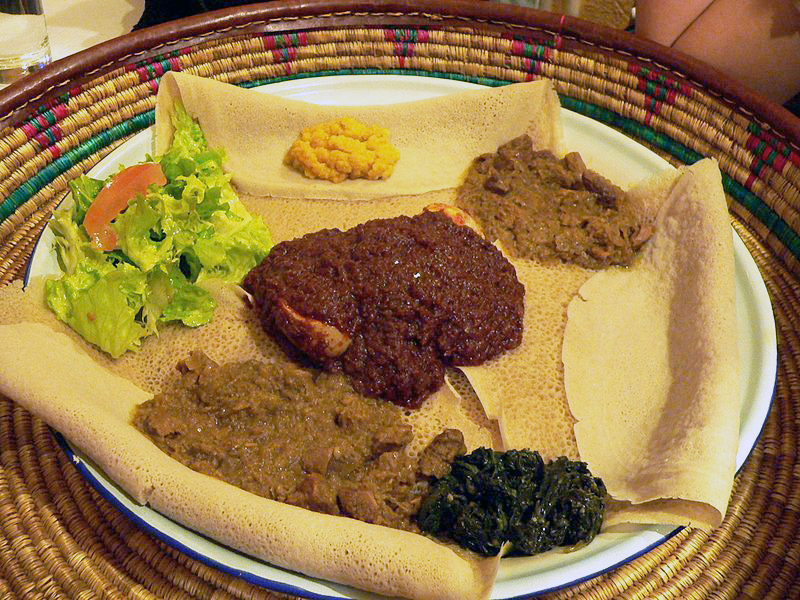
Une injera sur laquelle se trouvent plusieurs wats.

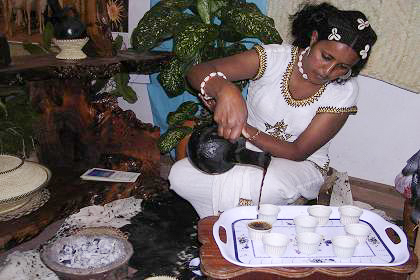
Cérémonie traditionnelle du café, Éthiopie

- Sécurité alimentaire en Éthiopie (en)

### Cuisine(s)
- Cuisine éthiopienne
- Liste de plats éthiopiens (en)

La cuisine éthiopienne est faite d'une grande variété de plats et d'entrées à base de légumes et de viandes, souvent préparés sous forme d'un ragout que l'on appelle le wat. Généralement, un ou plusieurs wat sont servis sur une injera, qui est une espèce de grande crêpe faite à base de farine de teff fermentée.
La nourriture éthiopienne traditionnelle ne comporte généralement pas de porc ni de fruit de mer (sauf les poissons), dans la mesure où la plupart des Éthiopiens ont, à travers l'histoire, adhéré aux croyances de l'islam, de l'église éthiopienne orthodoxe ou, à moindre mesure, du judaïsme, qui prohibent toutes la consommation de porc. Le lapin et le canard font également parmi les interdits alimentaires.
Par ailleurs, tout au long de l'année, les chrétiens orthodoxes observent plusieurs jeûnes (comme au carême), durant lesquels la nourriture est préparée sans viande ni produits laitiers et sont, pour cette raison, souvent absents des cartes de restaurant durant cette période. Ainsi, une bonne partie de la population chrétienne du pays jeûne deux fois par semaine, le mercredi et le vendredi. Par ailleurs, l’église éthiopienne compte sept périodes de jeûne (totalisant 180 jours par an) dont la plus importante qui dure 55 jours a lieu entre février et mai.

### Boisson
- Tella, T’edj (hydromel)
- Café, Coffea arabica, Kaffa
  - Cérémonie du café, Jebena
  - Caféiculture en Éthiopie
- Thé chaï
- Eau minérale gazeuse Ambo
- Boissons gazeuses, dont le Harar Sofi
- Boisson à base de farine ou d'orge Atmet
- Jus-purée de fruits (goyave, papaye, ananas, avocat)
- Bière locale Tella
- Bières industrielles
- Vins locaux

## Santé

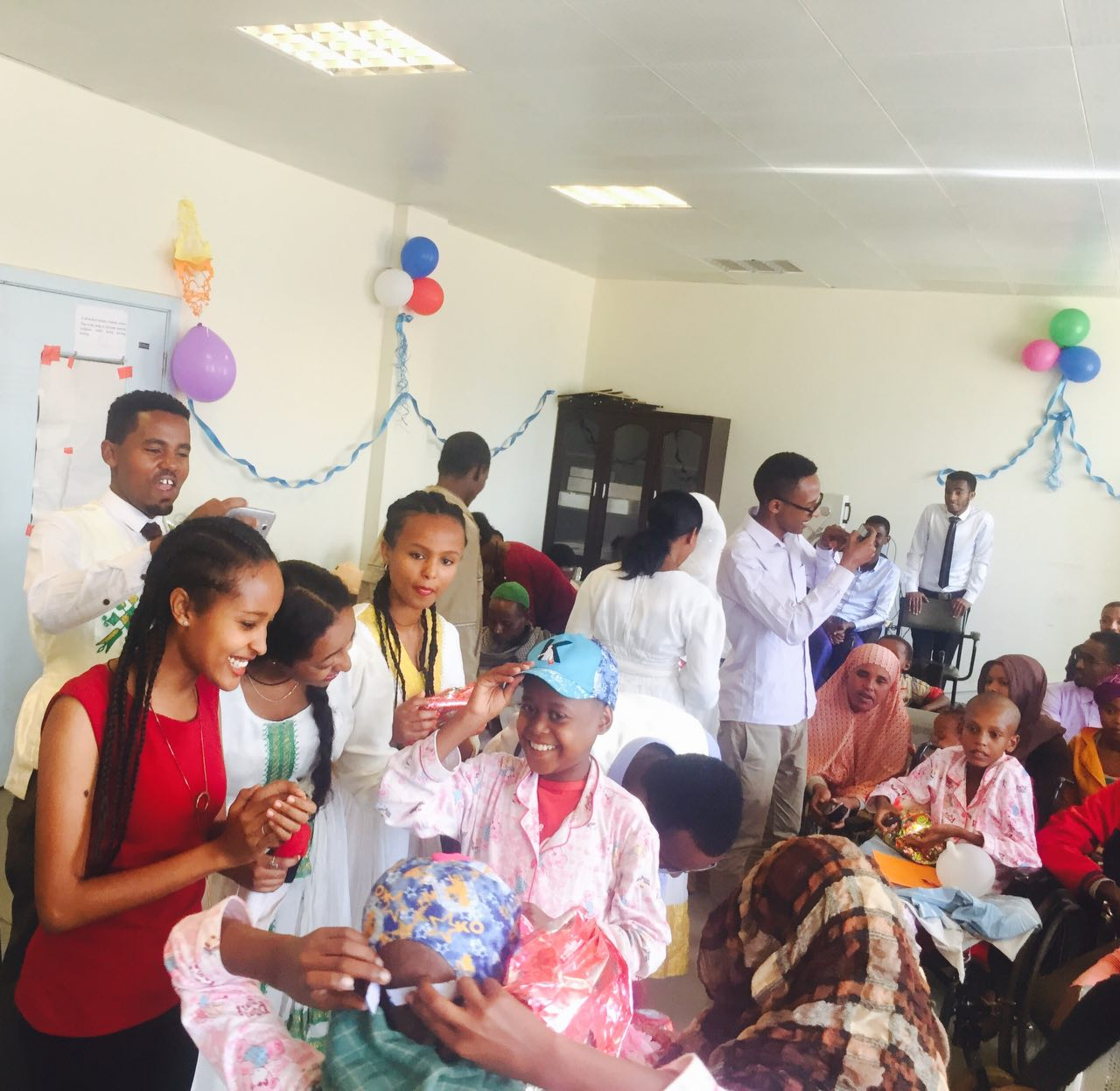
Fête de Noël dans un service d'oncologie pédiatrique à l'hôpital universitaire de Jimma.

- Santé en Éthiopie, Catégorie:Santé en Éthiopie
- Système de santé en Éthiopie (en)
- Cannabis en Éthiopie (en)
- Drogues en Éthiopie
- Alcool en Éthiopie
- Khat
- Famines en Éthiopie
- Eau potable et assainissement en Éthiopie

### Jeux populaires
- Divertissement en Éthiopie
- Mancala, Lamlameta (variante)
- Senterej, variante éthiopienne du jeu d'échecs
- Genna, variante éthiopienne de hockey

### Sports
- Sport en Éthiopie

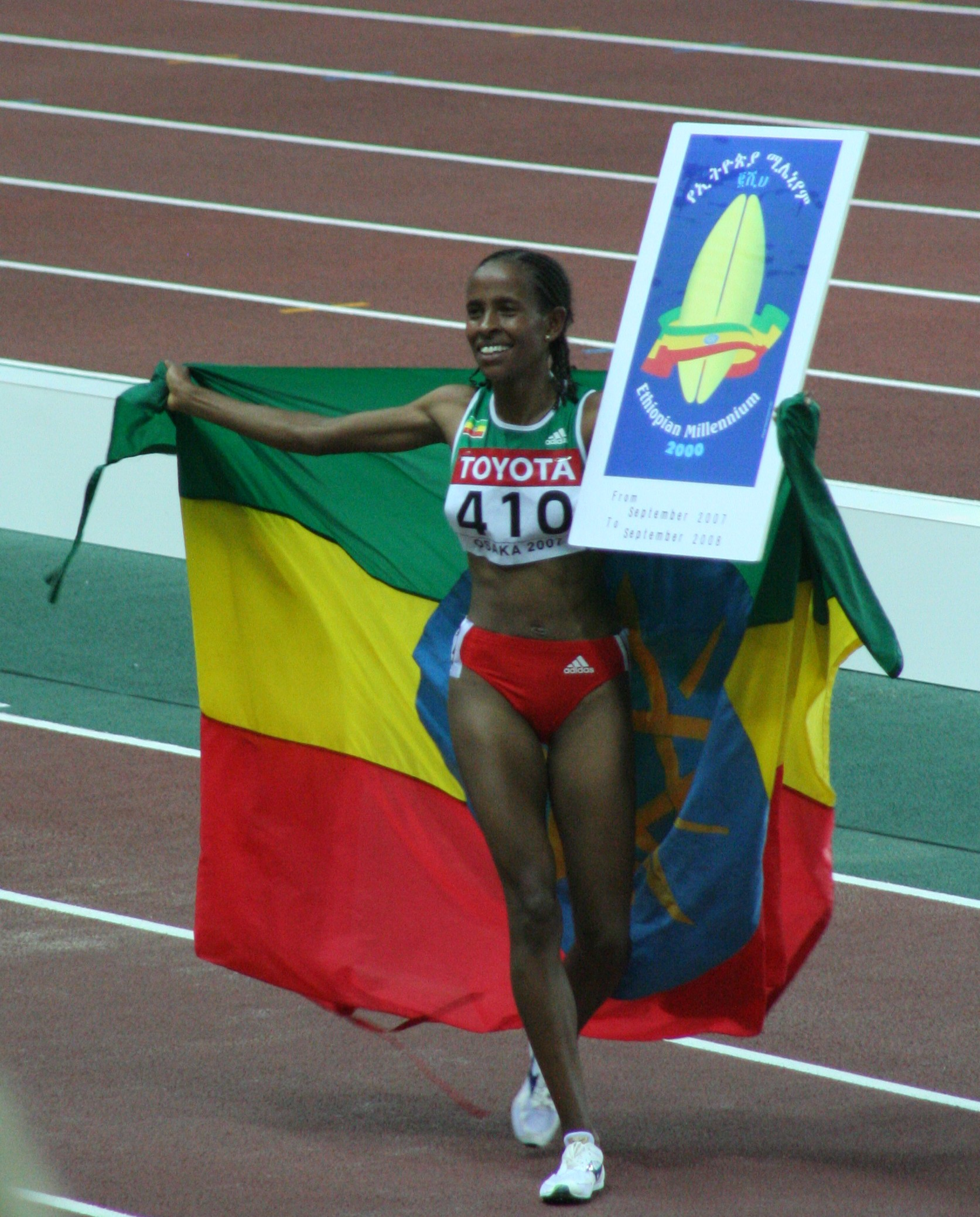
Meseret Defar championne olympique du 5 000 mètres aux Championnats du monde d'athlétisme à Osaka, 2007

- Sportifs éthiopiens, Sportives éthiopiennes
- Compétitions sportives en Éthiopie
- Éthiopie aux Jeux olympiques
- Éthiopie aux Jeux paralympiques
- Jeux africains ou Jeux panafricains, depuis 1965, tous les 4 ans (...2011-2015-2019...)

En Éthiopie, le sport le plus populaire est l'athlétisme dans lequel elle a obtenu de nombreuses victoires (comme Abebe Bekila, Meruths Yefter et Haile Grebresaile et bien d'autres, sans oublier les femmes, Mesereth Defar etc) dans des compétitions internationales. Le football est également apprécié par une grande partie de la population, même si l'équipe d'Éthiopie de football n'obtient pas des résultats très probants.

#### Arts martiaux
- Liste des luttes traditionnelles africaines par pays
- Arts martiaux en Éthiopie : Donga (lutte), Dula Meketa, Re-Efi-Areh-Ehsee

## Média
- Médias en Éthiopie
- Télécommunications en Éthiopie (en)
- Journalistes éthiopiens
- Ethiopian News Agency

En 2016, le classement mondial sur la liberté de la presse établi chaque année par Reporters sans frontières situe l'Éthiopie au 142e rang sur 180 pays. Depuis l’entrée en vigueur de la loi anti-terroriste de 2009, l'accusations de « terrorisme » est systématiquement utilisée pour réduire la presse au silence.

### Presse écrite
- Catégorie:Presse écrite en Éthiopie
- List of newspapers in Ethiopia (en)
- Liste de journaux en Éthiopie
- Courrier d'Ethiopie (en) (1913-1936)

La presse est assez peu développée et lue par une petite proportion de la population, en raison d'une part d'un taux important d'illettrisme, mais aussi d'une très faible diffusion en dehors de la capitale. Les principaux journaux sont Addis Zemen, le Daily Monitor et l'Ethiopian Herald.

### Radio
- Liste des stations de radio en Éthiopie

Les radios et télévisions sont sous le contrôle du gouvernement éthiopien.
Il existe 9 stations de radio, huit étant sur les ondes longues ou moyennes et une sur onde courte. Les principales radions sont Radio Ethiopia, Radio Torch(qui est une radio pirate), Radio Voice of One Free Ethiopia (la voix pour une Éthiopie libre) et Voice of the Revolution of Tigray (la voix de la révolution du Tigré). Dans la droite ligne de la politique éthiopienne sur les langues éthiopiennes, les radios diffusent des émissions en plusieurs langues.

### Télévision
- Télévision en Éthiopie

La seule télévision est l'Ethiopian Television,.
Parmi les télévisions non gouvernementales :
- Nahoo.tv[15]
- Jtvethiopia[16]
- Kanatelevision[17]

### Internet (.et)
- Internet en Éthiopie[18]
- Sites web par pays
- Blogueurs par nationalité
- Addis Neger (website) (en)

## Littérature
- Littérature éthiopienne
- Écrivains éthiopiens
- Liste d'écrivains éthiopiens
- Collections de manuscrits éthiopiens (en)
- Enluminure éthiopienne, enluminure copte
- Qené, court poème traditionnel
- Kebra Nagast, grand récit épique
- Livres éthiopiens
  - Nega Mezlekia, Dans le ventre d’une hyène, Arles, Léméac-Actes Sud, 2001
  - Sebhat Guebré-Egziabher, Les nuits d’Addis Abeba, Arles, Actes Sud, 2004
  - Maaza Mengiste, Sous le regard du lion, Arles, Actes Sud, 2012

Du fait de l'existence du système d'écriture guèze, l'Éthiopie entretient une très ancienne tradition littéraire remontant à son époque axoumite. La littérature ancienne dominée par l'enseignement religieux est essentiellement morale dans son contenu. Les genres dominants de la littérature éthiopienne ancienne sont ainsi les chroniques, les hagiographies, les hymnes, les sermons et les légendes. Le moyen d'expression littéraire est alors le guèze, langue liturgique de l'Église. La littérature éthiopienne est très fortement influencée par la religion chrétienne orthodoxe. Cependant, une littérature musulmane est apparue pendant le XVIe siècle ; quant aux Juifs d’Éthiopie, ils ont quelques livres qui leur sont spécifiques, notamment Te’ezaza Sanbat (Ordonnance du Sabbat).
- Encyclopaedia Aethiopica
- Archives Nationales et Bibliothèque Nationale d'Éthiopie (en)
- Ethiopian Studies (en)

### Philosophie
- Philosophie éthiopienne (en)
- Études éthiopiennes
- Hatata (1667)
- Walda Heywat (en)
- Zera Yacob (1599-1692)

La philosophie écrite éthiopienne s'étend sur douze siècles de production littéraire. On distingue un premier temps de traduction littéraire, dominé par Le Fisalgwos (« Le Physiologue ») et biä’afä Mikael (« le livre des philosophes »). Les études de Claude Sumner ont permis de montrer que cette période n'est pas constituée d'une simple traduction des textes d'origine grecque ou égyptienne, mais par un enrichissement considérable à la fois dans le style et le contenu des textes. Enfin dans un second temps, on peut distinguer des œuvres typiquement éthiopiennes, notamment La vie et les maximes de Skendes, et, certainement le plus important, le Traité de Zera Yacob (Hatata) ainsi que le traité de son élève Walda Heymat. Dans son traité écrit au XVIIe siècle, Zera Yacob développe une philosophie rationaliste, en adoptant une positionnement critique devant nécessairement faire appel à la Raison avant tout. Pour Claude Sumner, auteur d'une comparaison du texte avec le Discours de la méthode de Descartes, la philosophie moderne est née en Éthiopie avec Zara Yaquob, à la même époque qu'avec Descartes en France. L'éthique y occupe une position « centrale », s'attachant à une « vue globale de la réalité » « soulignant la liberté de l’homme et sa supériorité sur le reste de la création ». Pour Sumner, la philosophie éthiopienne se caractérise par son anthropocentrisme, en opposition avec l'objectivité impersonnelle de la philosophie occidentale.

## Artisanats
- Arts appliqués, Arts décoratifs, Arts mineurs, Artisanat d'art, Artisan(s), Trésor humain vivant, Maître d'art
- Musées d'art et d'artisanat en Éthiopie
- Artistes par nationalité, Artistes éthiopiens

### Arts graphiques

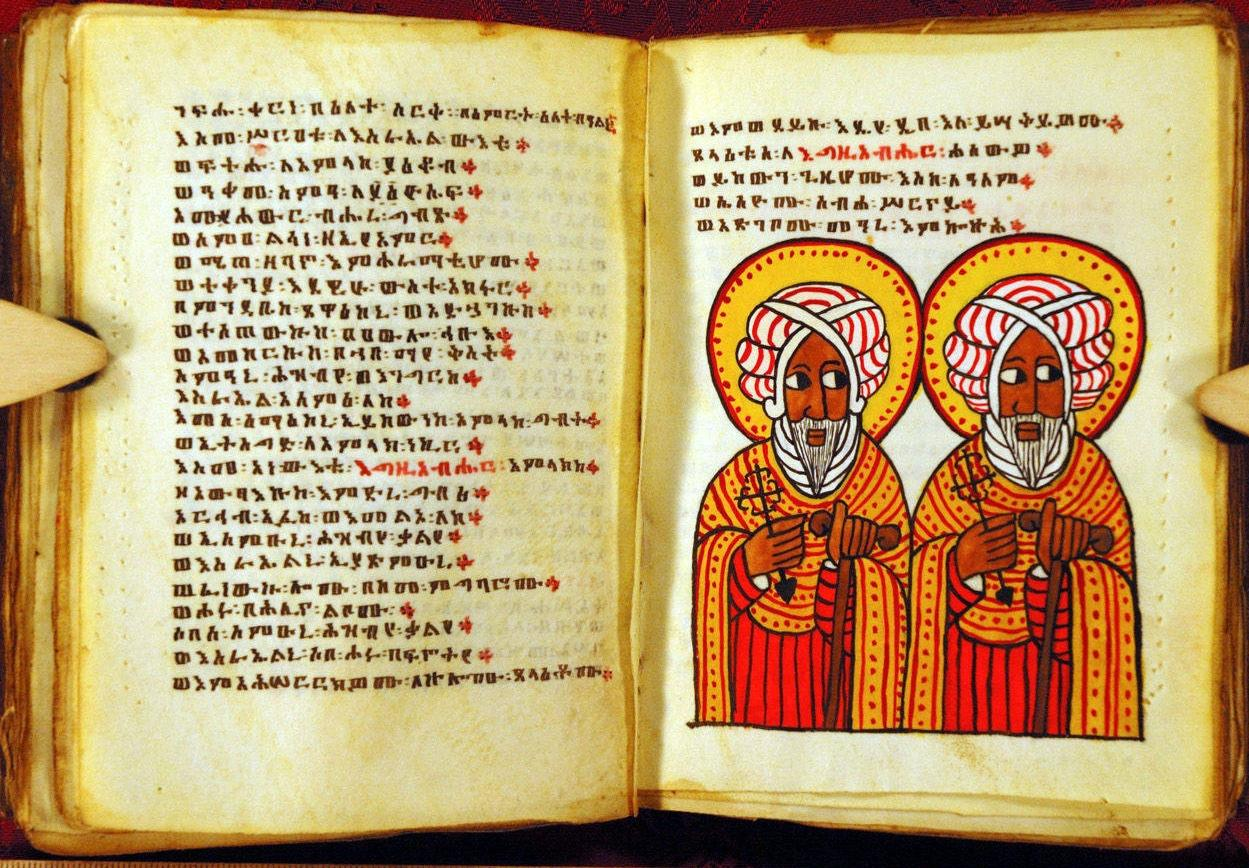
Bible éthiopienne (Oregon Museum)

- Calligraphie, Enluminure, Gravure, Origami
- Artisanat et art corporel

L'art éthiopien est également corporel. Au XVIIe siècle, les chrétiennes donnent une grande importance à leur coiffure ; de nos jours, les femmes du Tigré portent une coiffure bien distincte. Dans le sud, outre les coiffures d'argile des Nyangatom, on retrouve les perruques des Oromos, parmi les plus célèbres, celles de la région de Jimma. Les tatouages sont également développés. Ils sont relativement discrets dans les populations rurales chrétiennes où les femmes se font parfois tatouer une croix sur le front. En revanche, ils sont bien plus visibles chez les Mursis qui se tatouent une partie importante du corps.

### Design
- Design par pays

### Textiles
- Arts textiles, Fibre, Fibre textile, Design textile
- Mode, Costume, Vêtement, Confection de vêtement, Stylisme
- Technique de transformation textile, Tissage, Broderie, Couture, Tricot, Dentelle, Tapisserie

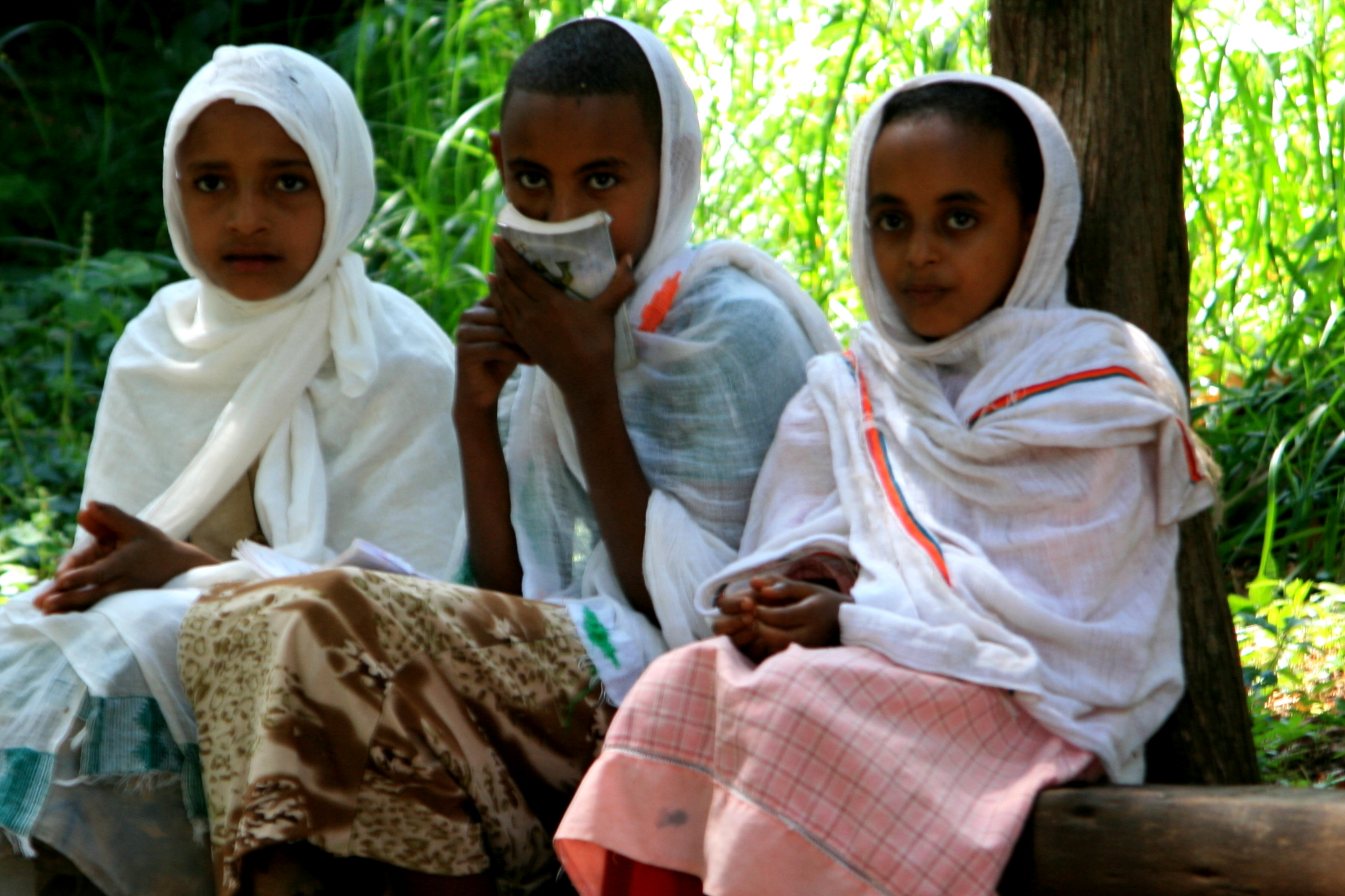
Fillettes en dans la région Amhara.

- Vêtement traditionnel éthiopien (par ethnie)
  - Shemma, tenue traditionnelle féminine en coton
  - Netela (en), châle de coton blanc (tibeb, fota)
- Artistes éthiopiens du textile
- Mode éthiopienne
- Bernos (en), Tenue éthiopienne (en), Gabi (en), Habesha kemis (en), Kuta (en), Netela (en)
- Tapis

### Cuir
- Maroquinerie, Cordonnerie, Fourrure

### Papier
- Papier, Imprimerie, Techniques papetières et graphiques, Enluminure, Graphisme, Arts graphiques, Design numérique

### Bois
- Travail du bois, Boiserie, Menuiserie, Ébénisterie, Marqueterie, Gravure sur bois, Sculpture sur bois, Ameublement, Lutherie

L'appuie-tête constitue un objet important de l'artisanat éthiopien ; son usage s'est répandu du sud vers le nord à partir du XVIIe siècle. Ils sont souvent monoxyles, plus rarement constitués de deux pièces.

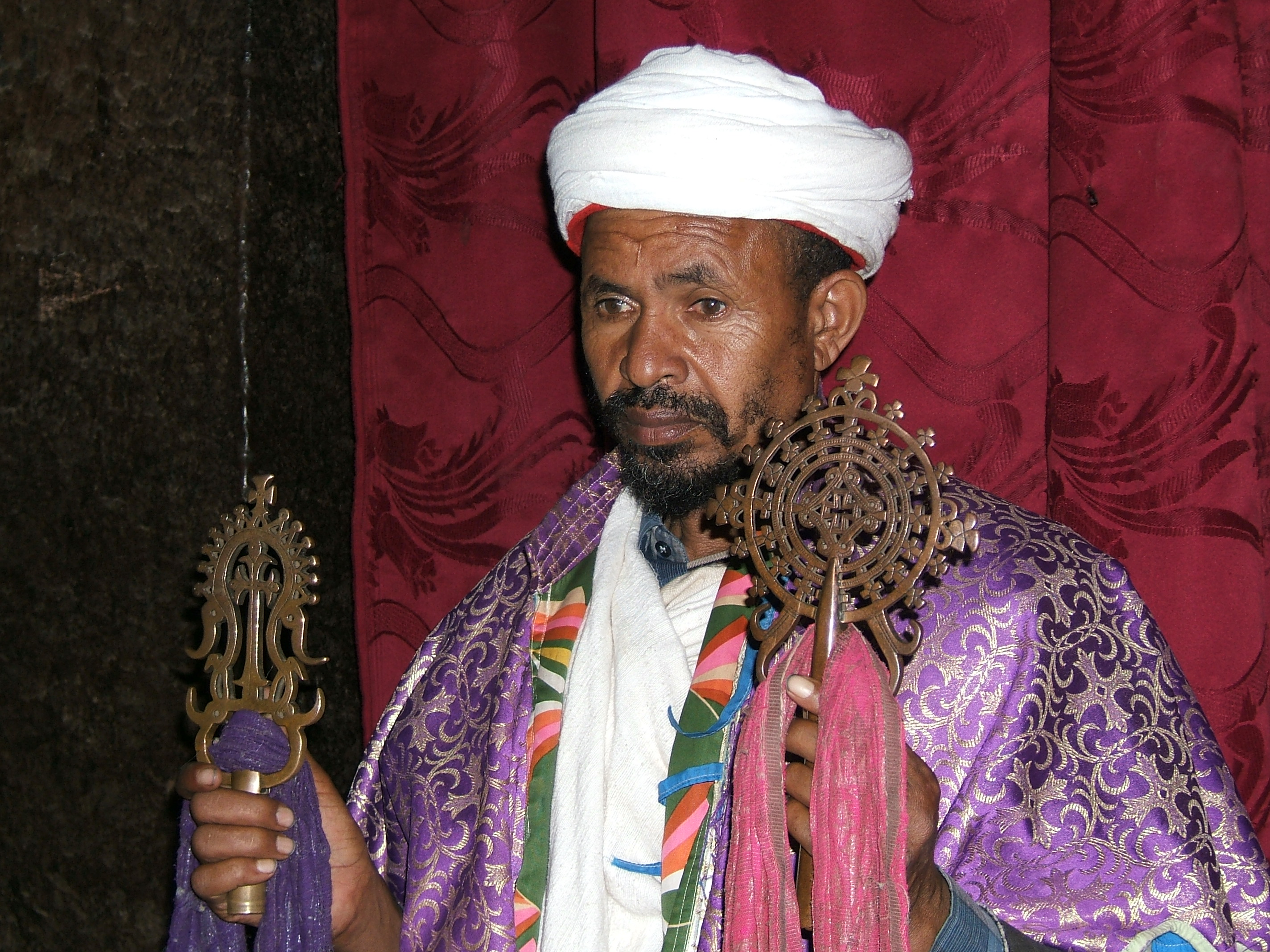
Prêtre de Lalibela avec croix de procession.

### Métal
- Métal, Sept métaux, Ferronnerie, Armurerie, Fonderie, Dinanderie, Dorure, Chalcographie
- Croix de procession, dont la Croix de Lalibela

### Poterie, céramique, faïence

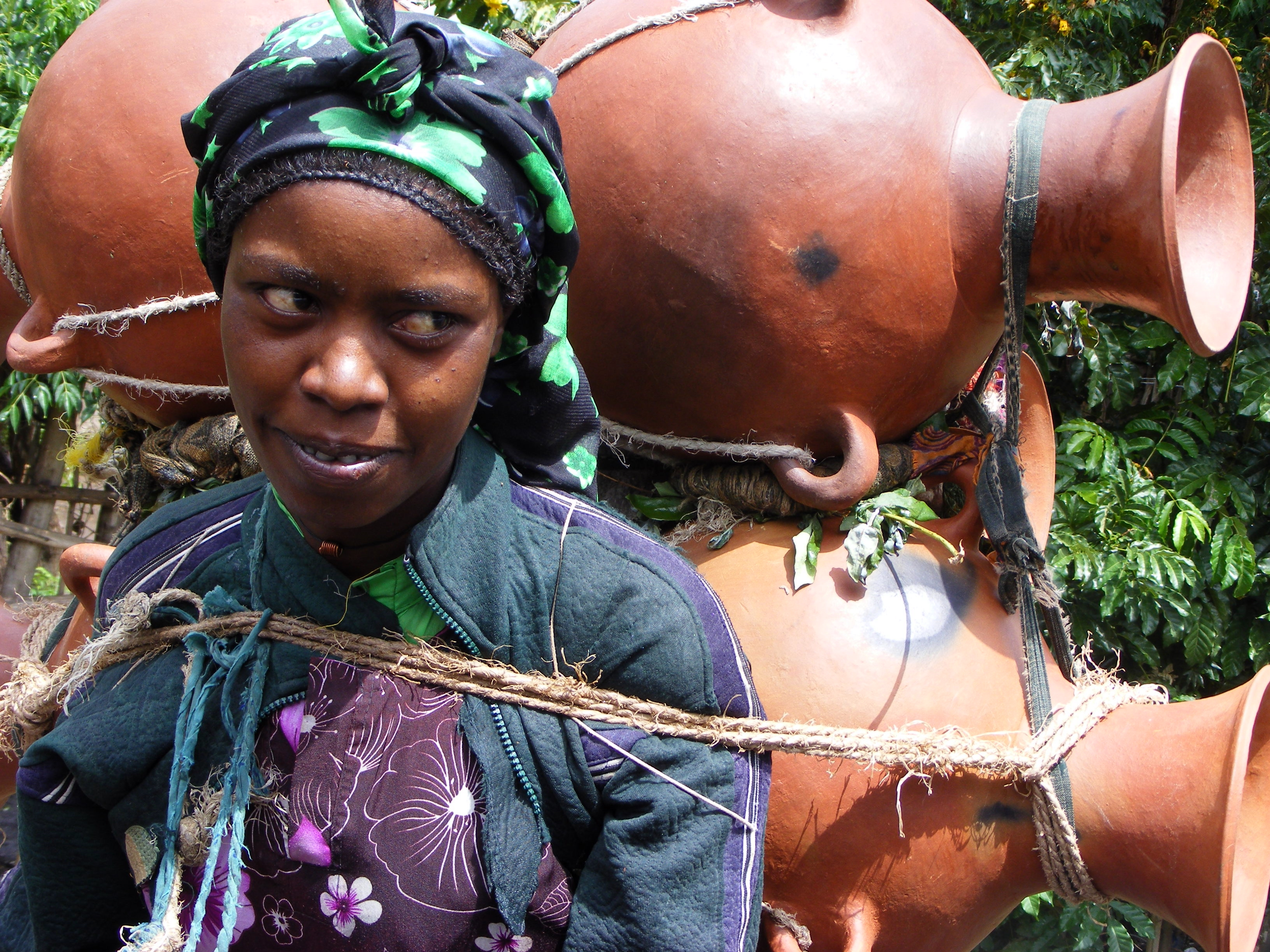
Jeune fille allant vendre des poteries au marché.

- Mosaïque, Poterie, Céramique, Terre cuite
- Céramistes éthiopiens : Etiyé Dimma Poulsen (1968)

La poterie, d'une « extraordinaire diversité », est de grande qualité surtout dans les régions du Tigré, du Harer, de l'Illubabor, du Welayta et du Gayent.

### Verrerie d'art
- Art verrier, Verre, Vitrail, Miroiterie

### Joaillerie, bijouterie, orfèvrerie
- Lapidaire, Bijouterie, Horlogerie, Joaillerie, Orfèvrerie

La bijouterie est tout aussi diverse, les Argobba du Harerr ayant développé dans ce domaine un artisanat original.

### Espace
- Architecture intérieure, Décoration, Éclairage, Scénographie, Marbrerie, Mosaïque
- Jardin, Paysagisme
- Architecture en Éthiopie (en)

## Arts visuels
- Arts visuels, Arts plastiques, Art brut, Art urbain
- Art éthiopien (en)
- Artistes éthiopiens
- Enluminure éthiopienne, Collections de manuscrits éthiopiens (en)

En raison du maintien de son indépendance et à la suite de la mauvaise expérience catholique au XVIIe siècle, l'art éthiopien n'est que peu influencé par le monde occidental. En revanche, sa proximité avec le monde byzantin est perceptible dans l'art chrétien. Avant les années 1990, l'art éthiopien est relativement peu connu du grand public occidental. La première étude européenne date de 1892 et la première expédition archéologique est effectuée en 1906. De nombreuses collections privées et des librairies ont gardé inconnu l'art éthiopien. Sa reconnaissance internationale débute en 1960, avec la publication par l'UNESCO d'enluminures, progressivement des expositions sont organisées dans différentes villes, à Addis-Abeba, Paris ou encore Baltimore. L'aspect le plus connu demeure l'art chrétien, tandis que l'artisanat n'est que peu étudié.

### Dessin
- Gravure par pays

### Peinture
- Peinture, Peinture par pays
- Graffiti, Graffiti par pays

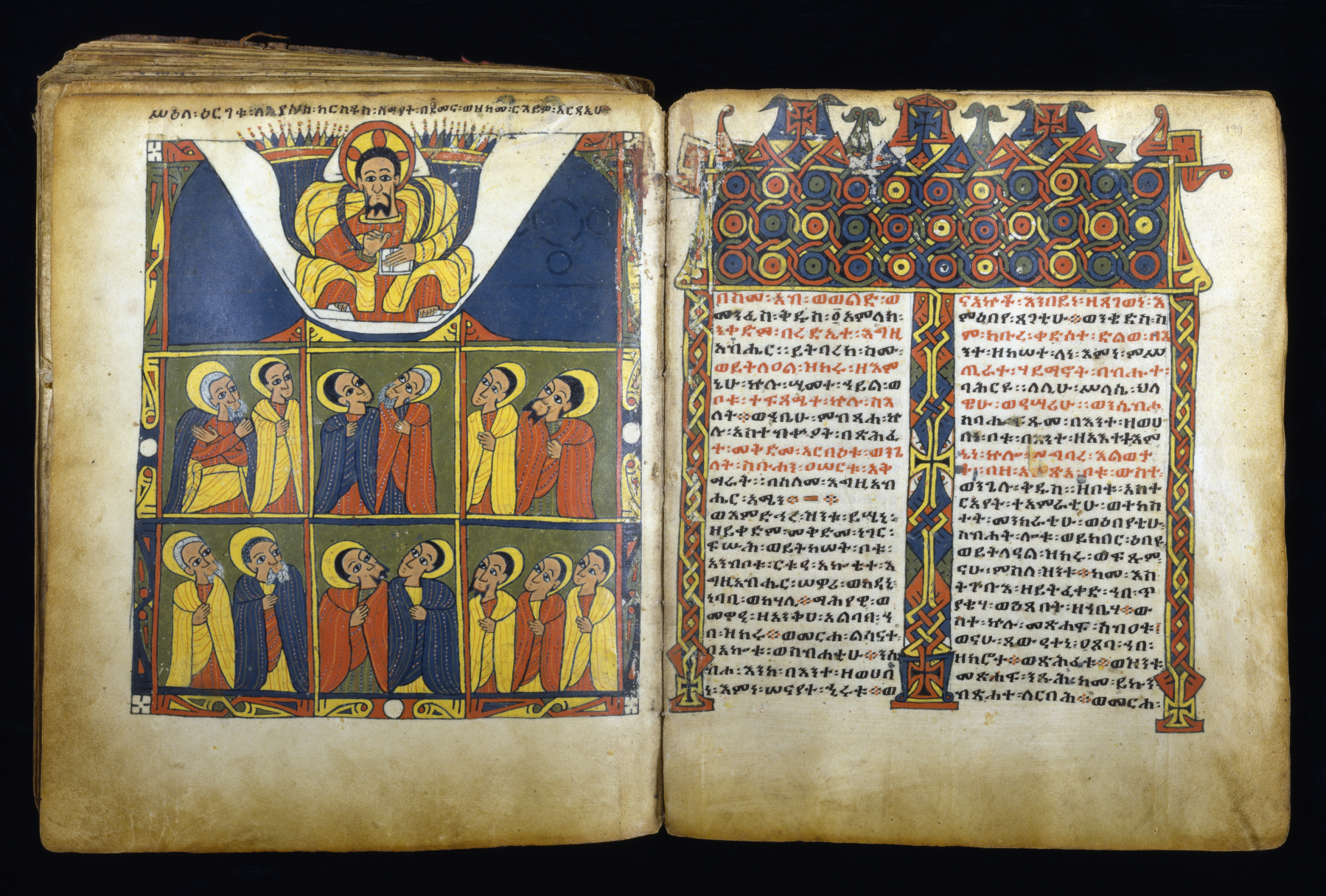
Feuille des Évangiles de Gunda Gunde, vers 1540

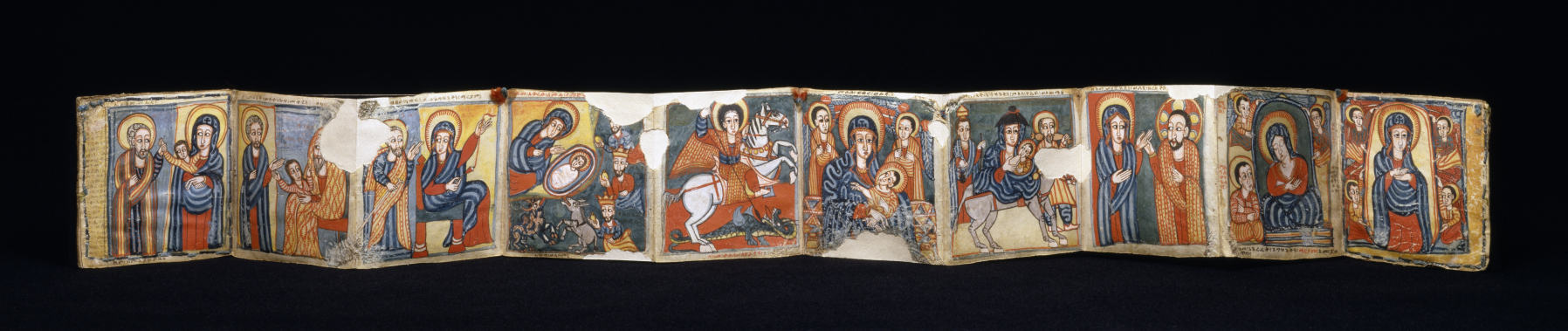
Livre illustré (Gondar, vers 1680)

- Peinture murale, Peinture murale par pays
- Peintres éthiopiens
  - Afewerk Tekle, Alexander Boghossian, Nicolò Brancaleon, Gebre Kristos Desta, Agegnehu Engida
  - Wosene Worke Kosrof, Julie Mehretu, Martha Nasibù, Kebedech Tekleab, Adamu Tesfaw, Zerihun Yetmgeta

La peinture éthiopienne est fortement marquée par le christianisme orthodoxe éthiopien, nombreuses sont les représentations de scènes bibliques, de saints et de peintures ornant entre autres les parois des églises.
Avant le XVe siècle, la peinture éthiopienne est esthétiquement proche de la peinture byzantine par l'intermédiaire de l'art chrétien de l'Égypte copte. Les œuvres les plus anciennes sont marquées par l'absence de recherche de réalisme : la pose des personnages est frontale, solennelle et impassible, on ne trouve aucun relief et aucune partie de paysage ni aucune architecture permettant de localiser la scène et ceci surtout dans les peintures murales. Jusqu'à la fin du XIVe siècle, les habits et les visages sont schématisés géométriquement, il arrive également que les yeux soient exagérés.
À partir du XIVe et XVe siècles, la peinture évolue, les personnages sont représentés de trois quarts, arbres et architectures font leur apparition; enfin, les dessins et les couleurs se raffinent et s'efforcent d'améliorer l'aspect décoratif. Pendant le XVe siècle, les premières influences européennes se font sentir.

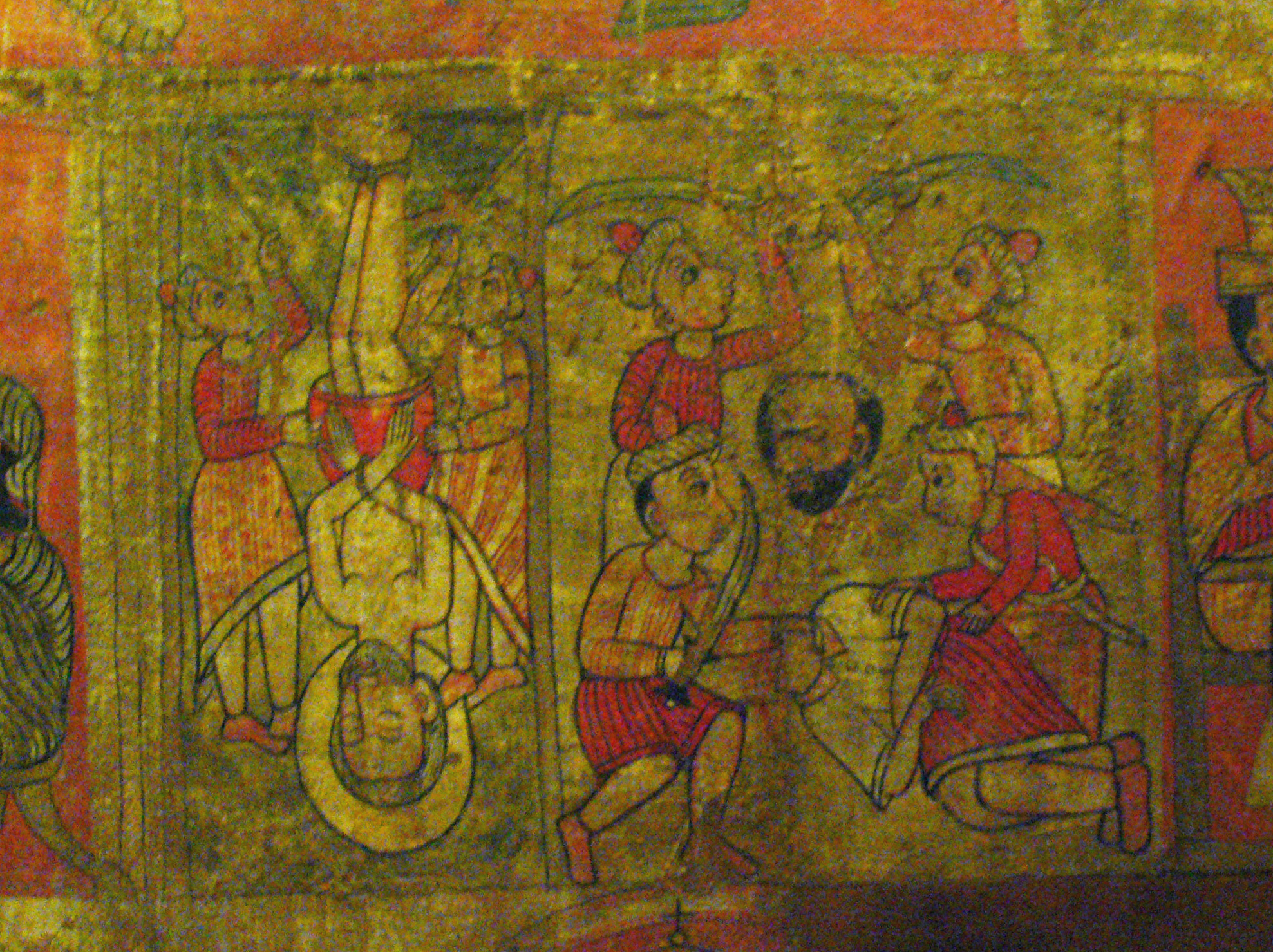
Décapitation d'un martyr (fin du XVIIe siècle)

Au début du XVIIe siècle, l'Éthiopie sortait d'une période de guerres et d'invasions pendant laquelle de nombreux monastères et églises ont été détruits; le pays se replie alors sur lui-même notamment après l'expulsion des jésuites. Sous le règne de Fasilides, après l'établissement de Gondar comme nouvelle capitale de l'Empire éthiopien, divers châteaux et églises seront construits. La peinture de l'époque gondarienne reprend l'esthétique des XIVe et XVe siècles. Les églises circulaires étant de plus en plus nombreuses, les espaces à orner s'offrant aux peintres sont plus vastes, ceux-ci vont d'ailleurs favoriser une peinture grandiose. Désormais, les toiles sont peintes dans les ateliers pour ensuite être collées sur les murs alors qu'auparavant la peinture était réalisée directement sur la pierre ou bien à fresque. Les personnages et les scènes représentés indiquent un développement du registre iconographique. À l'époque de Fasilides, une nouvelle esthétique est créée et un nouveau personnage apparaît, d'abord sur les murs puis dans les livres. Ses yeux demeurent grands, la bouche est bien dessinée et le nez toujours long. Le personnage est soit barbu, soit son visage finit en pointe, le front est dégarni. À cela s'ajoute une caractéristique nouvelle : le parallélisme des plis des vêtements. Les personnages ne se limitent plus à une pose frontale, ils s'orientent légèrement l'un vers l'autre laissant imaginer de possibles discussions entre eux, ceci amène une certaine vitalité à la peinture. Les couleurs utilisées sont le vert, le jaune, le rouge, le gris, le marron et le bleu. Ces nouvelles tendances se manifesteront également dans les manuscrits, tels que ceux de la collection des Miracles de la Vierge.
Après 1730, l'art pictural perd progressivement son élégance et son aspect raffiné et tend vers une polychromie criarde. Les œuvres sont de plus en plus réalistes et inspirées par la peinture européenne, probablement arrivée en Éthiopie par l'Inde grâce aux relations étroites entre les deux pays.

### Sculpture
- Sculpture, Sculpture par pays
- Sculpture en Éthiopie (rubriques)
- Sculpteurs éthiopiens : Mickaël Bethe-Selassié, Tadesse Mamechae, Etiyé Dimma Poulsen

### Architecture
- Architecture par pays
- Monuments en Éthiopie
- Résidences royales en Éthiopie
- Architectes éthiopiens

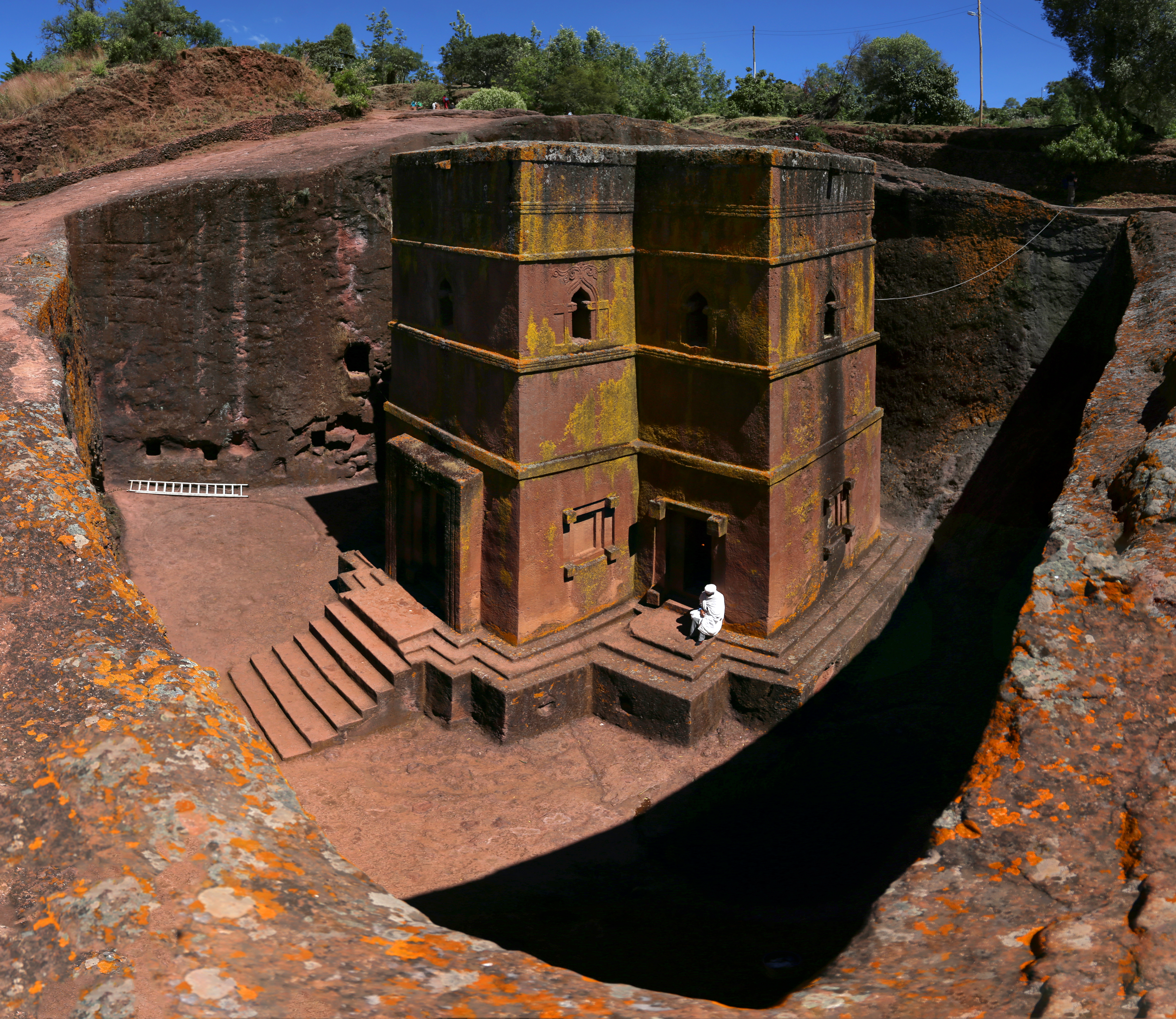
Église Saint-Georges de Lalibela.

- Urbanisme en Éthiopie (rubriques), Mesqel adebabay
- Architecture traditionnelle[24]
  - Daboyta, Toukoul
- Axoum, dont le site de Dongour
- Monastères orthodoxes en Éthiopie
- Églises à Lalibela, Églises rupestres de Lalibela
- ruines pittoresques de Fasil Ghebbi, à Gondar

Historiquement l'architecture éthiopienne est largement influencée par la civilisation axoumite au niveau du plan des monuments (carrés ou rectangulaires), des élévations (murs à rentrants et saillants, plafonds et toits plats) mais également au niveau de la technique de construction (poutres apparentes dites « têtes de singe », moellons et bois alternés). Ces-mêmes dispositions sont visibles dans divers édifices et monuments tels que les églises d'Aramo, Agobo, Gouna Gouné, Zaréma (découverte en 1973), Debre Damo et les églises taillées dans le roc. Le site de Lalibela reste particulièrement célèbre, notamment l'église Saint-Georges. Entre le XIe et le XIIe siècle, une série d'églises rupestres sont taillées dans toute la province du Tigré.

### Photographie
- Photographie en Éthiopie : grande tradition du portrait retouché
- Photographes éthiopiens : Sheba Chhachhi, Aida Muluneh, Michael Tsegaye

## Arts du spectacle
- Spectacle vivant, Performance, Art sonore
- Arts de performance par pays
- Arts de performance en Éthiopie

### Musique(s)
- Musique par pays

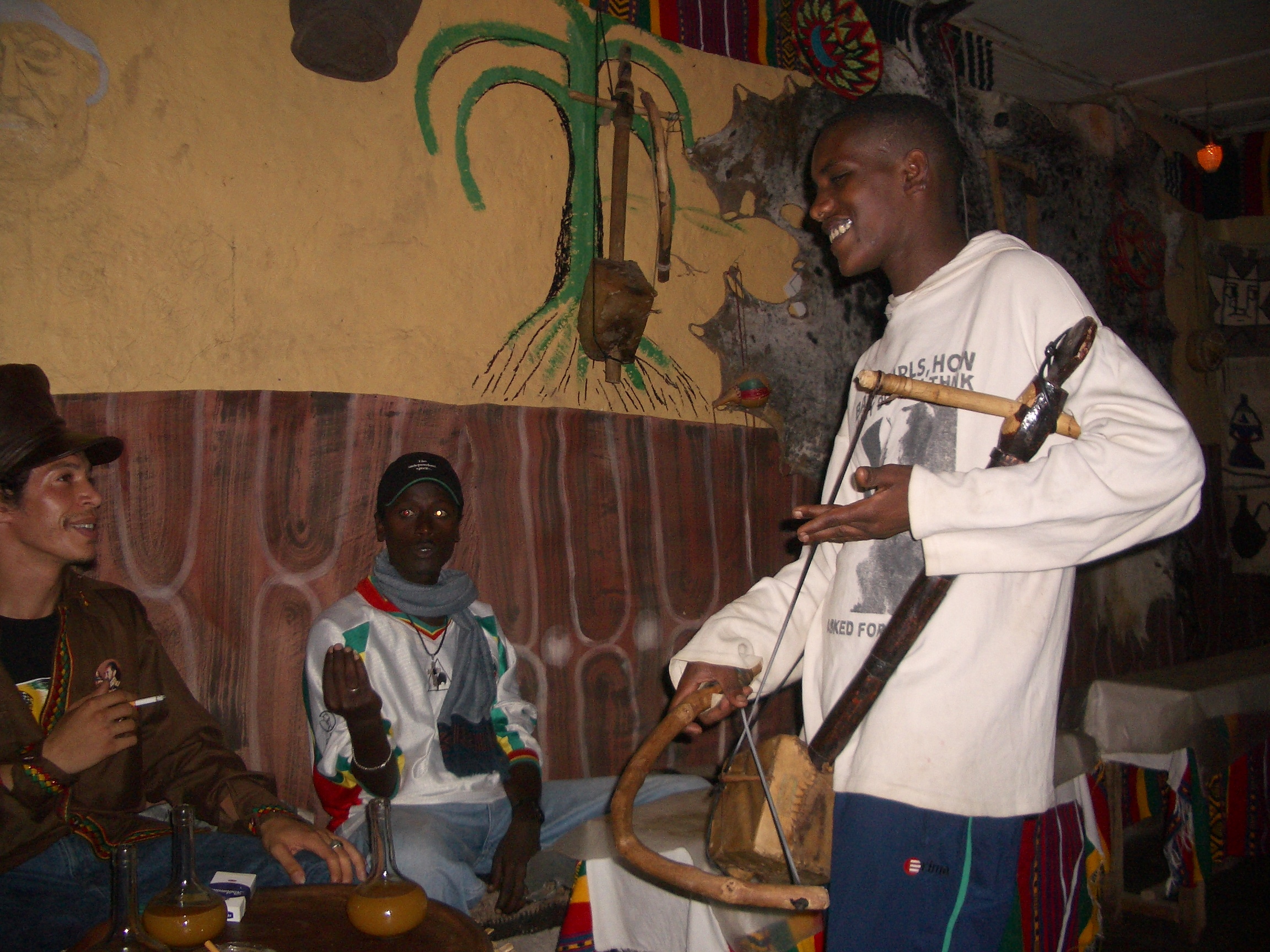
Un azmari (ménestrel éthiopien) jouant du masenqo dans un bar à T’edj

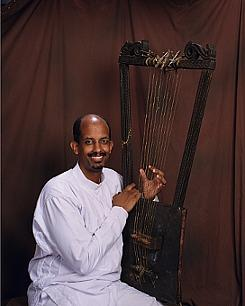
Begena

- Musique improvisée, Improvisation musicale
- Musique éthiopienne, Musique éthiopienne (rubriques)
- Musiciens éthiopiens, Compositeurs éthiopiens
- Chanteurs éthiopiens, Chanteuses éthiopiennes
- Éthiopiques (musique), Éthio-jazz
- Chant liturgique éthiopien
- Katell Morand, En forêt, la musique : entre inquiétude et sentiment d’intimité, article, 2013

La musique éthiopienne est extrêmement diversifiée, chaque peuple d'Éthiopie développant ses propres sonorités. Certaines formes de musique traditionnelle sont fortement influencées par la musique folk d'autres régions de la Corne de l'Afrique, particulièrement la Somalie. L'influence du christianisme se ressent également dans la musique égyptienne. Au nord-est du pays, dans l'ancienne région de Wollo, s'est développée une forme de musique islamique appelée manzuma initialement chantée en amharique pour s'étendre aux régions d'Harar et de Jimma où elle est maintenant chantée en oromo. Sur les plateaux d'Éthiopie, la musique traditionnelle est jouée par des musiciens itinérants dénommés les azmaris qui sont considérés à la fois avec suspicion et respect dans la société éthiopienne.
L'Éthiopie a également influencé dans les années 1960-1980 une forme particulière de l'Afro Jazz, nommé éthio-jazz dont les représentants les plus célèbres sont Mulatu Astatke et Mahmoud Ahmed.

### Danse(s)
- Danse en Éthiopie, Danse en Éthiopie (rubriques)
- Liste de danses traditionnelles en Éthiopie
- Danseurs éthiopiens, Danseuses éthiopiennes, Melaku Belay[26].

L'Éthiopie emprunte de nombreuses danses traditionnelles communes à la Corne de l'Afrique dont l'une des plus connues est l'eskesta, danse de vibrations du tronc initiées à partir des épaules. Parmi ses danseurs actuels, l'un des plus renommés est Melaku Belay qui se produit dans son club de Fendika à Addis-Abeba et en occident aux côtés des musiciens de l'éthio-jazz,.

### Théâtre
- Théâtre par pays
- Théâtre traditionnel
- Théâtre moderne, à partir de 1930

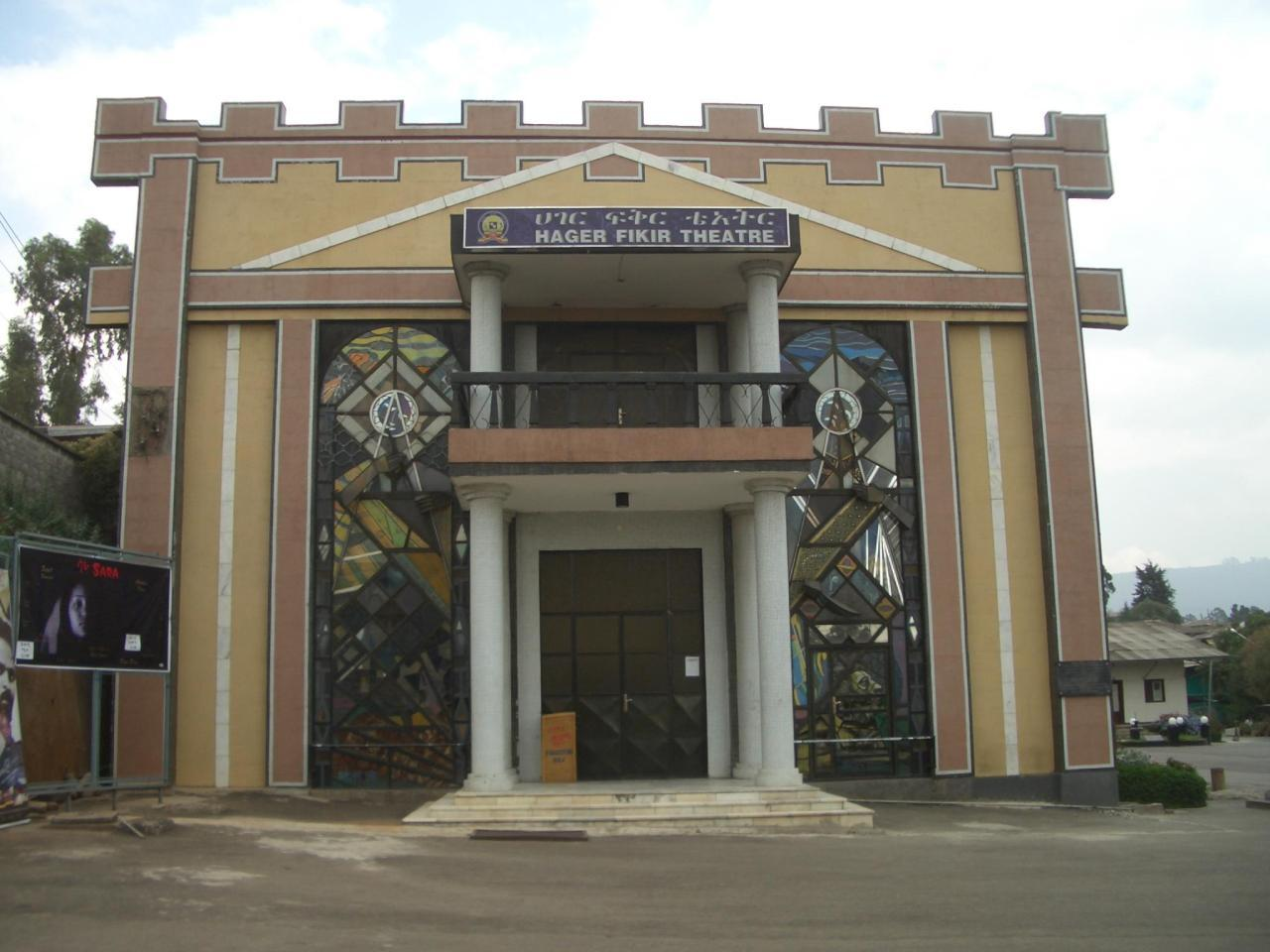
Théâtre Hager Fikir à Addis Abeba

- Dramaturges : Birhanu Zerihun, Tsegaye Gabre-Medhin, Senedu Gebru, Tesfay Gessesse, Abe Gubegna, Mengistu Lemma, Mammo Wudneh…
- Lieux :
  - Ethiopian National Theatre (en)
  - Théâtre Hager Fikir (en) (1935)

### Autres: marionnettes, mime, pantomime, prestidigitation
- Catégorie:Art de rue, Arts pluridisciplinaires,
- Marionnette, Cirque,Théâtre de rue, Spectacle de rue, Performance (art)…
- Tsehai la girafe, marionnette éthiopienne[29]

### Cinéma
- Eollywood (en)
- Cinéma éthiopien, Cinéma éthiopien (catégories)
- Réalisateurs éthiopiens : Hailé Gerima
- Scénaristes éthiopiens
- Acteurs éthiopiens
- Actrices éthiopiennes
- Films éthiopiens, Films documentaires éthiopiens, Liste de films éthiopiens
- Eollywood (en)

L'industrie cinématographique est très restreinte, mais bien vivante.

### Autres
- Vidéo, Jeux vidéo, Art numérique, Art interactif
- Culture alternative, Culture underground

## Tourisme
- Tourisme en Éthiopie
- Tourisme en Éthiopie (rubriques)
- Sur WikiVoyage
- Conseils aux voyageurs pour l'Éthiopie :
  - France Diplomatie.gouv.fr
  - Canada international.gc.ca
  - CG Suisse eda.admin.ch
  - USA US travel.state.gov

## Patrimoine

### Musées et autres institutions

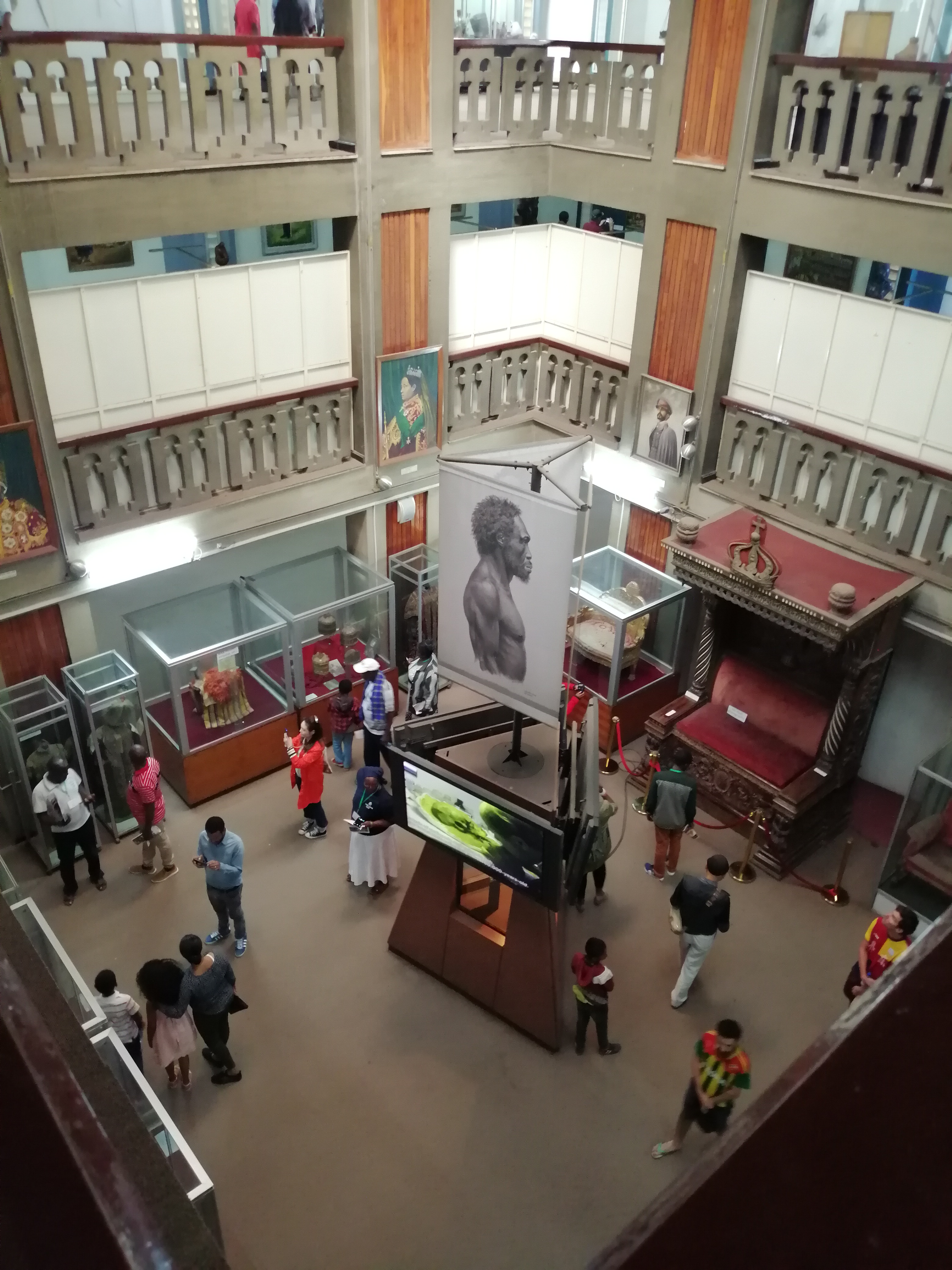
Le Musée national d'Éthiopie à Addis-Abeba.

- Liste de musées en Éthiopie
  - Musée national d'Éthiopie à Addis-Abeba
  - Rimbaud Museum
  - Zoological Museum

### Liste du Patrimoine mondial
Le programme Patrimoine mondial (UNESCO, 1971) a inscrit dans sa liste du Patrimoine mondial (au 12/01/2016) : Liste du patrimoine mondial en Éthiopie.

### Liste représentative du patrimoine culturel immatériel de l’humanité
Le programme Patrimoine culturel immatériel (UNESCO, 2003) a inscrit dans sa liste représentative du patrimoine culturel immatériel de l’humanité (au 15/01/2016) :
- 2013 : la fête de commémoration de la découverte de la Véritable Sainte-Croix du Christ (fête de Mesqel, le 26 septembre)[30],
- 2015 : le Fichee-Chambalaalla, festival du Nouvel an des Sidamas[31],
- 2016 : Le Gada, système socio-politique démocratique autochtone des Oromo[32].

### Registre international Mémoire du monde
Le programme Mémoire du monde (UNESCO, 1992) a inscrit dans son registre international Mémoire du monde (au 15/01/2016) :
- 1997 : Trésors de l'Organisation des Archives et de la Bibliothèque Nationale[33].

### Filmographie
- (en) The leap across the cattle : an initiation rite of the Hamar of Southern Ethiopia, film documentaire d'Ivo Strecker, IWF Wissen und Medien gGmbH, Göttingen, 2000, 46 min
- (en) Bury the spear : short version, film documentaire d'Ivo Strecker, IWF Wissen und Medien gGmbH, Göttingen, 2005, 42 min (DVD)
- (en) Woman the toolmaker : hideworking and stone tool use in Konso, Ethiopia, film documentaire de Tara Belkin et al., Left Coast press, Walnut Creek, Calif., 2006, 27 min (DVD)
- Petites mariées d'Abyssinie, film documentaire de Natacha Henry et Philippe Molins, MFP-France 5, Paris, 2003, 52 min (DVD)
- Le dixième jour de la nouvelle lune : Arfe Asert, film documentaire de Daniel Freidmann, CNRS Images, Meudon, 2004-2005, 29 min (DVD)
- Konso : rites funéraires, film documentaire de Michel Papatakis, L'Harmattan vidéo, Paris ; Zarafa films, Pantin, 2007, 52 min (DVD)